# هوفاك جالويان
هوفاك جالويان (الأرمينية: Հովակ Գալոյան ؛ من مواليد 1 أغسطس 1963)، هو الممثل الأرمني. في عام 2014، حصل جالويان على لقب فنان شرف من أرمينيا بناء على مرسوم من الرئيس الأرمني سيرج سركسيان.

## روابط خارجية
- هوفاك جالويان على موقع IMDb (الإنجليزية)